# Классы L и NL
Это статья о классах языков для детерминированной машины Тьюринга. Статья о unix-утилите называется nl.
Класс языков L — множество языков, разрешимых на детерминированной машине Тьюринга с использованием {\displaystyle O(\log(n))} дополнительной памяти для входа длиной n.
Класс языков NL — множество языков, разрешимых на недетерминированной машине Тьюринга с использованием {\displaystyle O(\log(n))} дополнительной памяти для входа длиной n.
Примеры:
- {\displaystyle \{0^{k}1^{k}:k\geq 0\}\in L}
- Пусть язык {\displaystyle PATH=\{(G,s,t):G} — ориентированный граф в котором есть путь от s до t{\displaystyle \}}, тогда {\displaystyle PATH\in NL}

## NL-полные задачи
Преобразователь, требующий логарифмической памяти — машина Тьюринга с тремя лентами: входной, доступной только на чтение, выходной, доступной только на запись и рабочей лентой, на которой может использоваться не более O(log(n)) ячеек.

Функция, вычисляемая таким преобразователем называется функцией, вычисляемой с логарифмической памятью.
Задача A логарифмически по памяти сводится к задаче B, если есть логарифмическая по памяти функция, при помощи которой задача А сводится к задаче В. Обозначается {\displaystyle A\leq _{L}B}
Язык называется NL-полным если он принадлежит NL и любой язык из NL сводится к нему логарифмически по памяти.
Теорема:
{\displaystyle (A\leq _{L}B)\land (B\in L)\Rightarrow A\in L}
Следствие:
Если NL-полный язык принадлежит L, то L = NL
Утверждение:
PATH — NL-полная задача.
Следствие:
{\displaystyle NL\subseteq P}.

## Теорема Иммермана
Класс coNL — языки, дополнения до которых лежат в NL.
Теорема Иммермана:
NL = coNL